# Lista de embarcações de pequeno porte da Marinha do Brasil
As embarcações auxiliares de pequeno porte da Marinha do Brasil estão listadas pelo nome e em ordem alfabética.
Para os navios em serviço da Marinha do Brasil, consulte Lista das embarcações da Marinha do Brasil.
Para os navios descomissionados da Marinha do Brasil, consulte Lista de navios descomissionados da Marinha do Brasil.
(Esta lista encontra-se incompleta)

## A
- LB Achernar (CPSP-02) (1995) lancha balizadora
- LB Aldebaran (SSN-224) (1996) lancha balizadora
- AvApCo Almirante Hess (U-30) (1983) aviso de apoio costeiro Classe Almirante Hess
- DFlu Almirante Jerônimo Gonçalves (G-26) (1943) dique flutuante Classe AFDL 1
- DFlu Almirante Schieck (1989) dique flutuante Classe AFDL 1
- Rebocador Arrojado (BNRJ-17) rebocador de porto Classe Intrépido/Stan Tug 2207

Voltar ao topo

## B
- LB Betelgeuse (CPSF-03) (1996) Lancha balizadora

Voltar ao topo

## C
- LB Capella (CPES-03) (1996) Lancha balizadora

Voltar ao topo

## D
- LB Denebola (SSN-4103) (1996) Lancha balizadora

Voltar ao topo

## E
Voltar ao topo

## F
- LB Fomalhaut (CPPR-05) (1996) Lancha balizadora

Voltar ao topo

## G
Voltar ao topo

## H
Voltar ao topo

## I
Voltar ao topo

## J
Voltar ao topo

## K
Voltar ao topo

## L
Voltar ao topo

## M
Voltar ao topo

## N
Voltar ao topo

## O
Voltar ao topo

## P
- Pollux (CAMR-11) (1997) Lancha balizadora

Voltar ao topo

## Q
Voltar ao topo

## R
- Regulus (SSN-4204) (1997) Lancha balizadora
- Rigel (SSN-506) (1997) Lancha balizadora

Voltar ao topo

## S
Voltar ao topo

## T
Voltar ao topo

## U
Voltar ao topo

## V
- LB Vega (1997) Lancha balizadora

Voltar ao topo

## W
Voltar ao topo

## X
Voltar ao topo

## Y
Voltar ao topo

## Z
Voltar ao topo